# Trögerhaus (Schlanders)

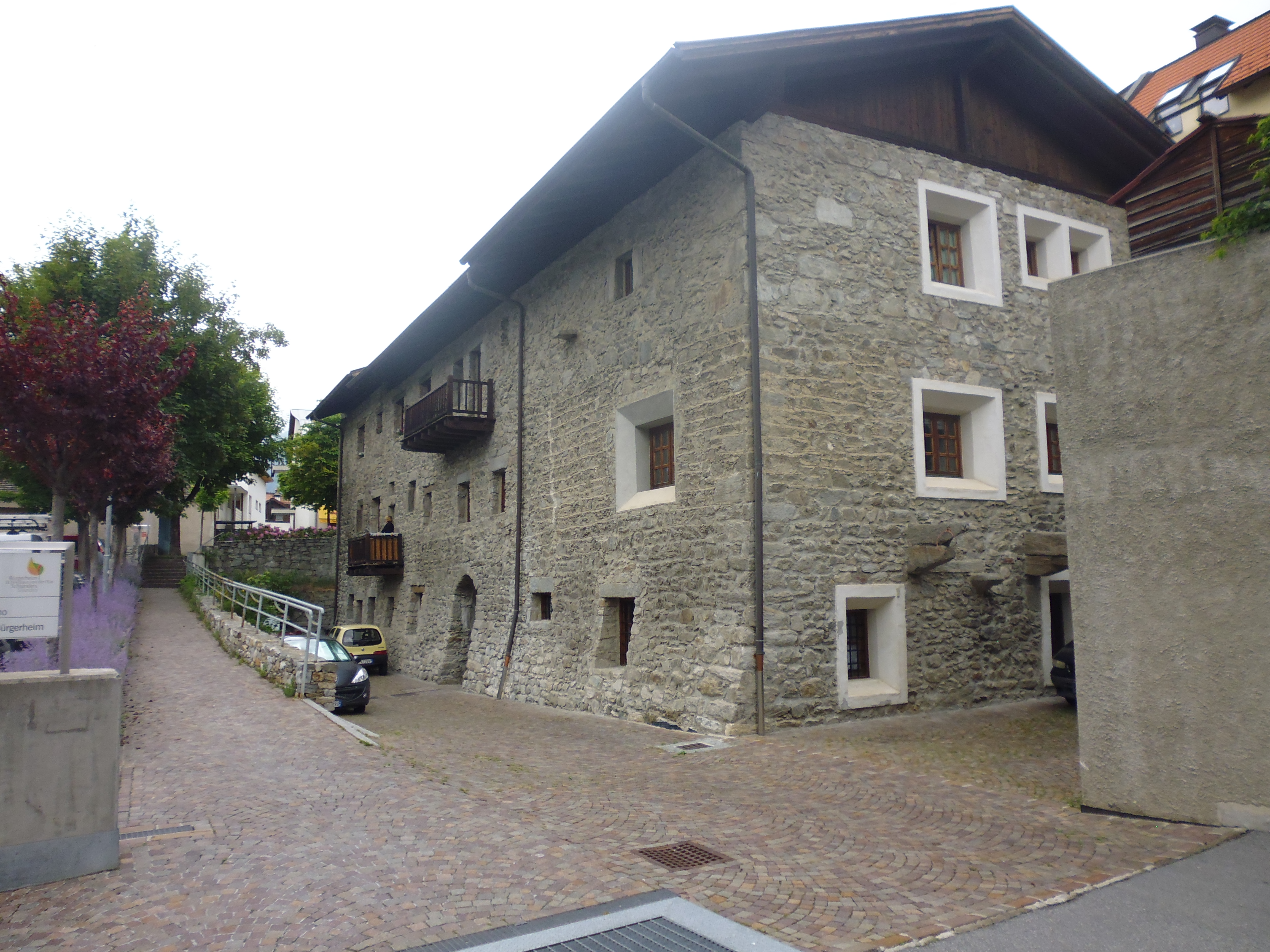
Trögerhaus

Das Trögerhaus (auch Trögerbauernhaus, Gärberhaus oder Beckenpfisterbehausung genannt) in Schlanders in Südtirol liegt am Dammplatz etwas südlich des Schwarzadlerwirts. Die unterschiedliche Namensgebung spiegelt die verschiedenen Arten der Nutzung im Laufe der Jahrhunderte wider.

## Geschichte
Das Alter des Hauses lässt sich bis in das 14. Jahrhundert zurückdatieren. Erstmals wird es 1338 als Haus des Gerbers Mangold erwähnt. Noch im 18. Jahrhundert wurde es von einem Rotgerber genutzt. Der Grund für die Nutzung als Gerberei war zweifelsohne der Lauf des Schlandraunbaches, der bis in das 18. Jahrhundert westlich am Haus vorbeiführte. In der zweiten Hälfte des 20. Jahrhunderts ging es in den Besitz der Spitalstiftung über, die das Anwesen als „Gemeindefürsorgestelle Schlanders“ nutzte. Nach dem Neubau des „Bürgerheims St. Nikolaus von der Flüe“ im südöstlich angrenzenden Grundstück wurde das Haus ab 1981 nicht mehr genutzt und war dem Verfall preisgegeben. Zum Ende der 1980er Jahre wurde es vom „Institut für den geförderten Wohnbau“ gekauft und saniert. Seitdem dient es als Wohnhaus.

## Bauwerk
Das Haus ist ein mittelalterlicher, dreigeschossiger Bau in romanischen Stilformen mit einem flachen Satteldach. Eine offene, quadergerahmte Rundbogentür in der Südwand führt in einen kleinen Innenhof mit der gemauerte Freitreppe in die oberen Stockwerke. Die teilweise stark getrichterten Fenster entstammen dem gotischen Stil des 15. und 16. Jahrhunderts. Die steinsichtigen Fassaden sind im typisch mittelalterlichen Stil gebaut und finden sich in dieser Art an keinem weiteren Bauwerk in Schlanders. Die südliche Hauswand ist im unteren Bereich etwas ausgestellt, was für ein Wohnhaus ebenfalls ungewöhnlich ist. Das Mauerwerk besteht aus regelmäßigen Steinlagen aus behauenem Dolomit mit Mörtelfugen in der Pietra-Rasa-Technik in der West und Nordfassade, während die Süd- und Ostfassade ausgestrichene Mörtelfugen aufweisen. Die stellenweise nur geringfügig über dem Straßenniveau liegenden Fenstersimse weisen darauf hin, dass auch hier – wie bei sehr vielen Bauwerken dieses Alters – im Laufe der Jahrhunderte eine Hebung des Straßenniveaus durch Aufschüttungen stattgefunden hat. Neben einigen hölzernen Balkonen unbekannten Datums gibt es auch unterhalb einiger Fenster mächtige vorkragende steinerne Träger. Im Haus findet sich eine Stube mit Kachelofen, späterer Balkendecke und Unterzug. Die Außenmauern sind rundum in gleicher Höhe gemauert, die Stirnseiten sind bis zum Dachgiebel in Holz gefüttert. Es gibt kein Dachgeschoss.
Seit dem 24. Oktober 1980 ist das Gebäude unter Denkmalschutz gestellt.